# Анофтальм
Анофтальм, анофтальмия (от др.-греч. ἀν- — отрицательная приставка и ὀφθαλμός — глаз) — недоразвитие, либо же отсутствие глазного яблока. Встречается как истинная анофтальмия, так и мнимая. Истинная, как правило односторонняя, связана с недоразвитием переднего мозга или с нарушением отхождения зрительного нерва на периферию в процессе развития. Причиной мнимой анофтальмии является задержка развития глазного яблока. На краниограмме при истинной анофтальмии зрительное отверстие отсутствует, при мнимой оно всегда имеется.
Анофтальмия обусловлена рецессивным аутосомным геном. У гомозигот по этому признаку глазные яблоки отсутствуют, у гетерозигот они значительно меньше, чем в норме. По статистике анофтальм встречается у одного из 10000 человек.